# Вуд (Південна Дакота)
Вуд (англ. Wood) — місто (англ. town) в США, в окрузі Меллетт штату Південна Дакота. Населення — 41 особа (2020).

## Географія
Вуд розташований за координатами 43°29′49″ пн. ш. 100°28′49″ зх. д. / 43.49694° пн. ш. 100.48028° зх. д. (43.497059, -100.480158).  За даними Бюро перепису населення США в 2010 році місто мало площу 0,64 км², уся площа — суходіл.

## Демографія
Згідно з переписом 2010 року, у місті мешкали 62 особи в 29 домогосподарствах у складі 15 родин. Густота населення становила 97 осіб/км².  Було 33 помешкання (52/км²).
Расовий склад населення:
| - 72,6 % — білих - 8,1 % — корінних американців - 3,2 % — азіатів |

До двох чи більше рас належало 16,1 %. Частка іспаномовних становила 1,6 % від усіх жителів.
За віковим діапазоном населення розподілялося таким чином: 25,8 % — особи молодші 18 років, 50,0 % — особи у віці 18—64 років, 24,2 % — особи у віці 65 років та старші. Медіана віку мешканця становила 42,5 року. На 100 осіб жіночої статі у місті припадало 100,0 чоловіків;  на 100 жінок у віці від 18 років та старших — 100,0 чоловіків також старших 18 років.
Цивільне працевлаштоване населення становило 10 осіб. Основні галузі зайнятості: сільське господарство, лісництво, риболовля — 30,0 %, будівництво — 20,0 %.